# Forbes Global 2000
Forbes Global 2000 este o listă întocmită anual, de revista Forbes, cu cele mai mari companii publice (listate la burse) din lume. Lista este publicată începând cu anul 2003, înlocuind lista Forbes 500 publicată până atunci. Poziția în top a unei companii este dată de un coeficient calculat în funcție de Vânzările, Venitul net, Active și Capitalizarea bursieră a companiei.